# تدوين وسطي

رسم توضيحي تدوين وسطي

التدوين الوسطي هو أشهر أساليب كتابة العمليات الحسابية والرياضية، حيث أن رمز العملية يتوسط حدّيها مثل 4+5، توجد صيغتان أخريتان لكتابة العمليات وهي أقل شهرة، أولاهما صيغة الإسباق حيث يسبق رمز العملية حدّيها مثل + 4 5، وهذه الصيغة متداولة في المعلوماتيات وقد اشتهرت من خلال لغة البرمجة ليسب. وثانيهما صيغة الإلحاق وفيها يلحق رمز العملية بحدّيها مثل 4 5 +.

## الاستخدامات
تعتبر تجزئة التدوين الوسطي أكثر صعوبة بواسطة الحاسوب من التدوين البولندي [الإنجليزية] (مثلاً + 2 2) أو التدوين البولندي العكسي [الإنجليزية] (مثلاً 2 2 +). تستخدم العديد من لغات البرمجة هذا التدوين لمعرفته والإلمام به. يستخدم أكثر في الحساب، على سبيل المثال 5 × 6.